# Мисти Стоун
Мисти Стоун (англ. Misty Stone, урождённая Мишель Линн Холл, англ. Michelle Lynn Hall; род. 26 марта 1986 года, Инглвуд, Калифорния, США) — американская порноактриса.

## Биография
Мисти родилась в Инглвуде, в Калифорнии. В младших классах школы переехала в Небраску. После окончания средней школы вернулась в Калифорнию.
Мисти Стоун начала карьеру в порноиндустрии в 2006 году в возрасте около 20 лет и с тех пор снялась в 204 фильмах. Она известна как «Хэлли Берри порно».
В 2010 году Мисти снялась в порноверсии фильма Джеймса Кэмерона «Аватар» — This Ain’t Avatar XXX.
Озвучила проститутку в компьютерной игре 2013 года Grand Theft Auto V.
По данным на 2019 год, снялась в 445 порнофильмах.

## Премии и номинации
- 2009 Urban X Awards — Best Girl/Girl Sex Scene — Black Teen Pussy Party 3[6]
- 2009 AVN Award номинация — Best All-Girl Group Sex Scene — The Violation of Flower Tucci[7]
- 2009 CAVR Award — Hottie of the Year[8]
- 2010 Urban X Awards — Porn Star of The Year[9]
- 2010 AVN Award номинация — Best Supporting Actress — Flight Attendants[10]
- 2010 AVN Award номинация — Best Oral Sex Scene — Flight Attendants[10]
- 2010 AVN Award номинация — Best All-Girl Couples Sex Scene — Pussy a Go Go![10]
- 2010 AVN Award номинация — Female Performer of the Year[10]
- 2011 AVN Award номинация — Best Actress — A Love Triangle[11]
- 2011 AVN Award номинация — Best Couples Sex Scene — Awakening to Love[11]
- 2011 AVN Award номинация — Best Group Sex Scene — Speed[11]
- 2011 AVN Award номинация — Best Supporting Actress — Awakening to Love[11]
- 2011 AVN Award номинация — Female Performer of the Year[11]
- 2011 AVN Award номинация — Most Outrageous Sex Scene — This Ain’t Avatar XXX 3D[11]
- 2011 XBIZ Award номинация — Female Performer of the Year[12]
- 2012 XBIZ Award номинация — Female Performer of the Year[13]
- 2013 AVN Award номинация — Female Performer of the Year[14]